# Desisa uniformis
Desisa uniformis là một loài bọ cánh cứng trong họ Cerambycidae.